# Projectmanagement
Projectmanagement (ook wel projectbeheer) is het beheersen van projecten. Het is de manier waarop projecten georganiseerd, voorbereid, gepland, uitgevoerd en afgerond worden. Het doel van projectmanagement is ervoor zorgen dat alle projecten in een organisatie succesvol worden uitgevoerd. Afzonderlijke projecten kunnen eventueel deel uitmaken van een groter geheel, zoals een programma of een projectportefeuille.
Projectmanagement is het werk van projectleiders en omvat vaak verscheidene deelprojecten met bijbehorende teams en teamleiders.

## Stappen / Fases
Bij projectmanagement worden in het algemeen de volgende stappen doorlopen:
- Start van het project
  - Bepaling van de omvang/reikwijdte van het project
- Planning van het project
  - Opdeling van het project in verschillende fasen en/of deelprojecten
- Uitvoering van de werkzaamheden (en de deelprojecten) in de verschillende fasen
- Opvolging van de projectvoortgang
- Beëindiging, eventuele verslaglegging of aflevering van een ander eindproduct

Een vrij standaard fasering is:
- Initiatiefase
- Definitiefase
- Ontwerpfase
- Voorbereidingsfase
- Uitvoeringsfase
- Nazorg

## Waterfall vs Agile
Traditioneel gaan de meeste projectmanagement methodes van een watervalbenadering ('waterfall') uit, dat wil zeggen dat projecten gefaseerd verlopen waarbij het niet de bedoeling is dat je terug gaat naar een eerdere fase of eerder genomen ontwerpbesluiten wijzigt. 
Eind jaren 90 is er daarnaast een benadering ontstaan waarbij men wel toestaat om het ontwerp van een projectresultaat tijdens het project aan te passen. Deze methodes worden "Agile" ('wendbaar') genoemd. In eerste instantie werden ze vooral toegepast bij softwareontwikkeling, tegenwoordig wordt Agile bij meer projecten toegepast.

## Methoden
Er bestaan verschillende projectmanagementmethoden en -modellen. Typische 'waterfall'-methodes zijn IPMA, PRINCE2 (historisch Brits), PMI, PM² (Europees) en  Cadence Project Management methode.
Voorbeelden van Agile methodes zijn: Agile, DSDM, RUP, Scrum, SDM en Extreme programming (XP)
Bij het beheersen van projecten wordt er vaak gekeken naar de zogenaamde  GOTIK factoren. De letters staan daarbij voor tijd, geld, kwaliteit, informatie en organisatie. Soms wordt hier ook nog de letter "R" voor Risico's aan toegevoegd.

## Certificaties
|                                                           | PRINCE2                                                             | PMBOK                                                                            | IPMA                                                                                                  |
| --------------------------------------------------------- | ------------------------------------------------------------------- | -------------------------------------------------------------------------------- | --- |
| Certificaat (* vereist voorafgaandelijke ervaring als PM) | - Foundation - Practitioner - Agile Foundation - Agile Practitioner | - PMP* (project manager) - CAPM ('associate') - PMI-ACP* ('practitioner') - etc. | - IPMA Level D ('ondersteuner') - IPMA Level C* - IPMA Level B* - IPMA Level A* ('Projects Director') |

De verschillende methodes zijn soms vrij beschikbaar voor iedereen, soms zijn ze gecertificeerd, wat inhoudt dat gebruikers een certificaat/diploma moeten halen om zichzelf 'gecertificeerd' projectleider te mogen noemen. De certificaten worden in de regel verkregen door (tegen betaling) een examen te doen bij een instituut dat de desbetreffende methode heeft uitgevonden. Dit certificaat moet in de regel om de zoveel jaar vernieuwd worden.